# 艾克納函數
艾克納函數是大氣模型中重要的參數，可以視為是無因次化的氣壓，定義如下：
{\displaystyle \Pi =\left({\frac {p}{p_{0}}}\right)^{R_{d}/c_{p}}={\frac {T}{\theta }}}
其中
{\displaystyle p_{0}}為地表气压，一般定義為100帕斯卡
{\displaystyle R_{d}}為濕空氣的氣體常數
{\displaystyle c_{p}}為濕空氣的定壓熱容
{\displaystyle T}為絶對溫度
{\displaystyle \theta }為位溫
艾克納函數是得名自奧地利氣象學家費利克斯·馬力亞·埃克斯納。